# Tris-dipicolinate de lanthanide
 (mars 2023).

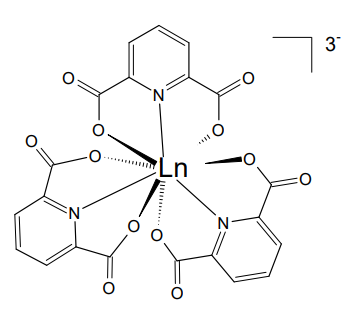
Tris-dipicolinate de lanthanide.

Les complexes tris-dipicolinate de lanthanide ont pour anions des composés dont la formule est de type [Ln(DPA[Quoi ?])3]3–, avec Ln, un élément de la famille des lanthanides du bloc f du tableau périodique.
Ces complexes sont de coordinance 9 (nombre de liaisons qu’un cation métallique central peut effectuer avec des ligands) et sont de géométrie trigonale prismatique tricappée.
Grâce à leurs nombreuses propriétés, ces complexes ont un large spectre d’applications et agissent à la frontière de nombreux domaines qui peuvent s'étendre de la chimie des matériaux (utilisés comme dopants dans les liquides ioniques ou les matériaux de type sol-gel) jusqu’à la biologie. Ils peuvent jouer un rôle de « sonde » et permettent l’étude structurale de macromolécules complexes[pas clair]. En physico-chimie, ils sont analysables par RMN paramagnétique entre-autres. 380 structures comprenant ces complexes de lanthanides sont répertoriées dans la base de données structurales de Cambridge.
Les atouts de ces complexes ont pu être exploités dans les domaines de l’ingénierie cristalline, la luminescence, ou encore les matériaux d’éclairage.

## Synthèse
Source.

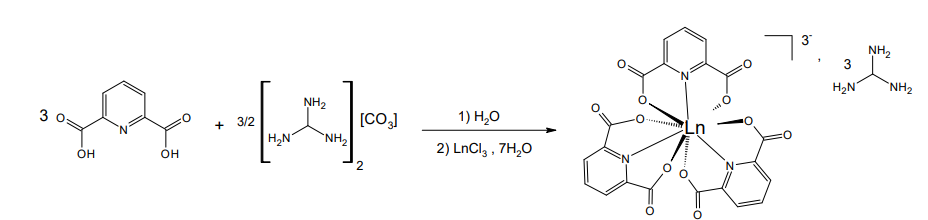
Synthèse du tris-dipicolinate de lanthanide.

La synthèse de cristaux de tris-dipicolinate de lanthanide se fait dans un milieu aqueux à température ambiante.
Durant celle-ci, la 1,6-pyridine diacide carboxylique[Quoi ?] (3 équivalents[Quoi ?]) réagit avec du carbonate de guanidine (1,5 équivalent). Par la suite, 1 équivalent[Quoi ?] de trichlorolanthanide[Quoi ?] hydraté est ajouté.
Pour le complexe [Gua]3 [Ln(DPA)3], la guanidine joue à la fois le rôle de base et de contre-ion.
Il a été démontré[réf. nécessaire] que remplacer le carbonate de sodium Na2CO3 par du carbonate de guanidine Gua2CO3, et que donc la présence du guanidinium[Quoi ?] comme contre-ion, est une alternative intéressante[À quoi ?] qui permet de faciliter la cristallisation et de diminuer la solubilité du complexe dans l’eau.
À la suite de cette synthèse, les produits sont isolés, puis caractérisés. Tous les complexes sont des cristaux transparents à l’exception d’un seul de couleur jaune pâle, celui où le lanthanide utilisé était le cérium (Ce).
Cette couleur est due à la présence d’une transition supplémentaire dans l’UV-visible, par rapport à celles des autres complexes caractérisés.
Ainsi, tous les [Gua]3[Ln(DPA)3] (Ln= La, Eu, Tb, Dy, Tm) présentent sur leurs spectres en UV-visible une bande d'absorption à 290 nm. En revanche, les complexes avec du cérium présentent, en plus, une bande à 396 nm responsable de la couleur du complexe [Gua]3[Ce(DPA)3].

## Propriétés

### Propriétés optiques
La famille des lanthanides présente des propriétés optiques non linéaires du second ordre caractérisées par une « hyperpolarisabilité quadratique β ». De plus le critère électronique, c’est-à-dire les électrons f[Quoi ?], sont les conditions nécessaires pour présenter une activité optique non linéaire (ONL) de second ordre. Cette dernière traduit la polarisabilité dynamique de la molécule. Les complexes tris-dipicolinate de lanthanide sont non-centrosymétriques et présentent une symétrie D3. L’activité ONL augmente régulièrement le long de la série lanthanides : du lanthane au lutécium. Tous les complexes absorbent entre 200 et 300 nm dans l’UV et sont émissifs, en particulier les complexes de l’europium et du terbium(III).

### Propriétés magnétiques
La configuration électronique des couches 4f[Quoi ?] de la famille des lanthanides, mais aussi de leurs ions, confère aux complexes des propriétés diamagnétiques (le cas du lanthane (La), du lutécium (Lu)), ou bien paramagnétiques (comme l'europium (Eu), le terbium (Tb) ou encore le dysprosium (Dy)). Les propriétés magnétiques de ces complexes ont permis d'étendre et de développer des méthodes d’analyse RMN[Comment ?] permettant de donner des informations[Lesquels ?] sur les phénomènes de diffusion[De quoi ?].

### Propriétés physiques
La stabilité thermique des complexes[Lesquels ?] est liée à la rigidité à cause des segments[Quoi ?] flexibles (liaisons plus longues et pouvant subir des déformations) qui sont de plus en plus disposés à la  décomposition thermique par rapport aux segments rigides (liaisons plus fortes et ne subissent aucune déformation ou rotation)[pas clair]. Les complexes tris-dipicolinate de lanthanide sont hautement[évasif] rigides et sont stables[pas clair] aux alentours de 430 °C. Par ailleurs, Na3[Tb(DPA)3] et Na3[Eu(DPA)3 ] sont thermiquement stables[pas clair] jusqu'à 485 °C.

## Applications

### Applicationno1: cristallographie et résolution de structures de protéines
Source.
La caractérisation et élucidation[pas clair] de structures protéiques sont une application des complexes[Lesquels ?] de lanthanides. Pour cela, on utilise une technique basée sur les rayons X permettant l’accès aux structures tertiaires de protéines: la méthode MAD. Ces complexes[Lesquels ?] sont très efficaces en termes de diffusion anomale, facilitant ainsi la résolution[Quoi ?] complète de structures protéiques car ils contiennent des cations métalliques lourds.
Pendant les années 1990, les lanthanides étaient utilisés, non sous forme complexée, mais sous forme de sels de lanthanides. Leur utilisation se révélait être extrêmement puissante; ils étaient capables d’absorber fortement sous rayons X, grâce à leur capacité de diffusion anomale. Mais leur utilisation a été abandonnée à cause de trop fortes interactions avec les acides carboxyliques des protéines, ceci perturbant la structure tertiaire des protéines étudiées et leur repliement.
C’est ainsi que des scientifiques ont eu l’idée de créer une structure stabilisante des lanthanides, les complexes, la plupart du temps d’Europium (Eu), ou de Terbium (Tb). C’est d’ailleurs avec ce dernier cation qu’ils ont pu tester l’intéraction entre un complexe de lanthanide et une protéine (la lysozyme de blanc d’œuf de poule).
Les chercheurs ont pu observer une forte luminescence caractéristique des complexes de lanthanidespermettant d’ainsi visualiser les macromolécules avec une grande facilité.
Les chercheurs ont mis en évidence une interaction forte du complexe avec « la partie guanidinium des résidus d’arginine ». Cette interaction vient de la présence d’un « réseau de liaisons hydrogène ». Cette interaction permet aux scientifiques « la préparation de cristaux dérivés de protéines à fort pouvoir de phasage[Quoi ?] ». Cet évènement a permis de mettre en évidence la capacité remarquable des complexes de lanthanides à pouvoir cristalliser.
Par ailleurs, l’utilisation de ces complexes augmenterait[évasif] de trois à sept fois le nombre de cristallisations.
Ces complexes cristallisent très facilement et avec de nombreux matériaux biologiques, créant ainsi des faux-positifs. Une équipe de chercheurs a mis en lumière ce phénomène dû à la présence de cations divalents Ca2+ (entre-autres). Ce sont des espèces chimiques extrêmement présentes dans les protéines (sites de repliements par exemple). Ces ions constituent un premier frein à l’utilisation de ces complexes pourtant prometteurs. Par exemple, le complexe Na3[Eu(DPA)3] a cristallisé de manière inattendue (caractérisé en UV-visible) lors d'une expérience. Au moment de l'analyse, les scientifiques ont remarqué que cette cristallisation s'était faite sans aucune interaction avec la protéine ciblée : la protéine B acriflavine-résistante d’Escherichia coli.
Mais une nouvelle espèce (Tb-Xo4) découverte apparaît comme résolvant le problème relevé pour le complexe Na3[Eu(DPA)3].

### Applicationno2: interaction par RMN paramagnétique
Source.
Afin de mieux comprendre l’interaction des complexes tris-dipicolinate de lanthanide avec les protéines, deux méthodes ont été combinées. Premièrement, la RMN paramagnétique qui est une méthode d’analyse fournissant des informations sur la structure des molécules ainsi que sur leur dynamique. Ainsi, le suivi précis d’un changement structural ou d’environnement de la molécule, ou encore une interaction avec d’autres molécules (protéines), peuvent être détectés. La seconde méthode étant la simulation de dynamiques moléculaires.
« Des fragments moléculaires simplistes mimant les chaînes latérales des acides aminés avec lesquelles [Ln(DPA)3]3– interagit au sein des protéines ont été employés dans le but d’étudier les interactions [Ln(DPA)3]3– /protéines ». Les interactions avec l’éthylguanidium[Quoi ?] mimant l’arginine ont été montrées comme étant les plus thermodynamiquement favorables. Une approche théorique par modélisation moléculaire a permis de montrer que ces interactions sont principalement de type liaison hydrogène. Ces dernières étant faibles, le complexe ne reste pas constamment lié aux cations ammonium de l’éthylguanidium. Il y a donc un équilibre chimique et le complexe varie entre deux états : « un état en interaction » et « un état libre en solution ». Ces résultats permettent d’identifier une interaction entre le complexe et les protéines via l’arginine par exemple.
Ce processus d’interaction visualisé par RMN via la modification de l’empreinte spectrale des systèmes étudiés pourrait être mis en avant en faisant intervenir les propriétés paramagnétiques de certains lanthanides. En effet, la présence d’électron(s) non apparié(s) dans ces composés induit une interaction avec le milieu environnant. Cela résulte dans certains cas en un raccourcissement de la durée de vie des signaux RMN représentant les noyaux de cet environnement.
Deux propriétés paramagnétiques de cette famille d’éléments chimiques ont été utilisées pour mieux comprendre l’interaction [Ln(DPA)3]3– /protéines en identifiant les sites de cette interaction :
- pour des lanthanides comme le praséodyme (Pr), « les électrons non appariés exercent une interaction magnétique sur les noyaux des atomes présents à proximité qui provoque essentiellement une modification de leur fréquence de résonance »[2]. Ce critère varie en fonction de la distance et de l’orientation de la protéine par rapport au lanthanide ;
- pour des lanthanides comme le gadolinium, la présence d’électrons célibataires permet d’identifier quels atomes sont les plus proches de [Ln(DPA)3]3– par leur effet de relaxation, très important, sur les noyaux environnants. Cela se traduit sur les spectres RMN par des signaux plus larges que ceux du noyau avant interaction. Ou par des signaux qui disparaissent après interaction.

L’exemple de l’interaction entre le complexe  [Ln(DPA)3]3– et l’ubiquitine est très intéressant car elle implique des sites ayant été identifiés à l’aide de la modification du spectre RMN de la protéine à la suite de l’effet du paramagnétisme des complexes [Ln(DPA)3]3–. Une nouvelle méthode couplant la technique de mesure de diffusion à la RMN paramagnétique a permis de mettre en évidence un fort déplacement des protons du complexe qui s’explique par l’interaction entre  [Ln(DPA)3]3– et l’ubiquitine. Ce déplacement de protons est dû au paramagnétisme d’un lanthanide : le praséodyme.